# Kaple svatého Petra a Pavla (Třebíč)
Kaple svatého Petra a Pavla je drobná stavba zasazená v rohu zdi kapucínského kláštera na Jejkově, nemovité kulturní památky. Zbudována byla v roce 1657 na malém prostranství poblíž brodu přes řeku Jihlavu, spojující Jejkov s Novými Dvory.

## Historie a popis

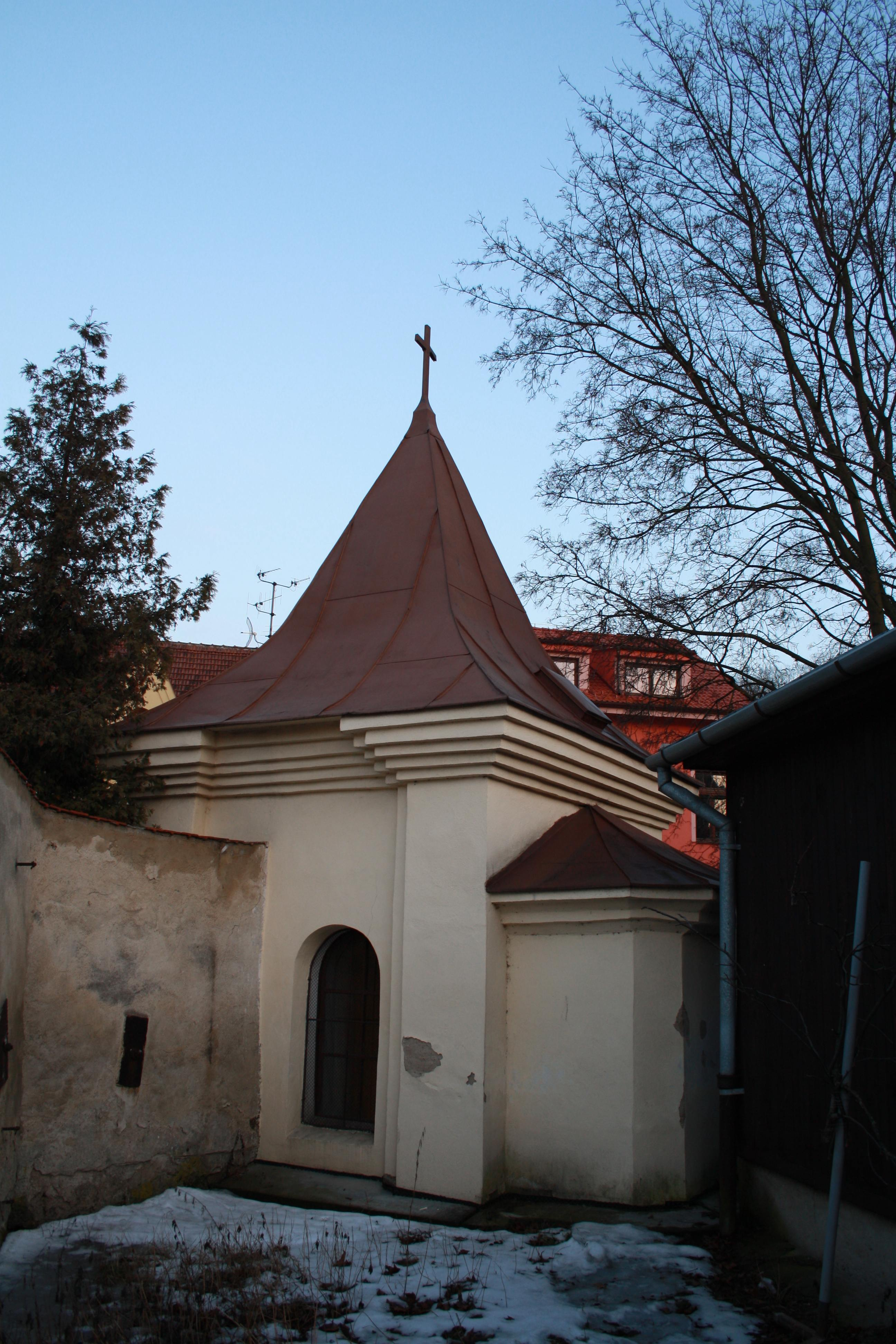
Pohled na kapli zezadu

Kapli svatých Petra a Pavla nechal svým nákladem zbudovat jejkovský mlynář Pavel Blažek v místě, kde se podle tradice roku 1629 s Třebíčí a svou vlastí loučili nekatolíci z Třebíče a okolí. K jejich rozloučení mělo dojít třetí den po Velikonocích. Početnému průvodu exulantů zde měli kázat Vavřinec Justýn a Jakub Petrozelin zvaný Kunštátský. Průvod pak překonal řeku a přes Vladislav pokračoval na východ do Uher. Tak jako později zbudovaný blízký klášterní kostel i zbudování této kaple mělo oslavit návrat katolické církve do města; dosvědčuje to nápis nad vchodem do kaple: „Anno, quo alma fides renata Trebicii“.
Původní kaple stávala uprostřed prostranství dnešní křižovatky ulic Smila Osovského, Kateřiny z Valdštejna a Hlavovy. Měla podobu lodžie: byla po třech svých bočních stranách otevřená, zazděnou částí směrem k řece. První obnova kaple je datována rokem 1829, při druhé obnově roku 1875 byly dosavadní tři otevřené boční zdi zazděny. Ze svého původního místa byla do rohu klášterní zdi přesunuta v roce 1938 při budování kanalizačního sběrače.
Roku 2021 bylo započato z kompletní rekonstrukcí kaple, která byla dokončena v květnu roku 2025. Slavnostní otevření a požehnání obnovené stavby proběhlo 18. června 2025.
Uprostřed kaple je malý oltář s obrazem sv. Petra a Pavel; autorem tohoto obrazu je Josef Kozlanský, někdejší profesor třebíčského gymnázia (1901–1907).